# Grande Prémio do Algarve de Motovelocidade
O Grande Prémio do Algarve de MotoGP foi um único evento motociclístico que introduzido do mundial de MotoGP de 2021 como resposta ao cancelamento de provas devido à pandemia de COVID-19, consistindo numa segunda corrida no Autódromo Internacional do Algarve.

## Vencedores do Grande Prémio do Algarve
| Ano  | Pista    | Moto3        | Moto3      | Moto2        | Moto2      | MotoGP            | MotoGP     |
| Ano  | Pista    | Piloto       | Construtor | Piloto       | Construtor | Piloto            | Construtor |
| ---- | -------- | ------------ | ---------- | ------------ | ---------- | ----------------- | ---------- |
| 2021 | Portimão | Pedro Acosta | KTM        | Remy Gardner | Kalex      | Francesco Bagnaia | Ducati     |